# THRAK
TRHAK es un álbum de la banda británica de rock progresivo King Crimson lanzado en 1995. Exceptuando el miniálbum VROOOM, es el primero luego de un exilio de más de 10 años desde su último álbum de estudio.

## Lista de temas
1. "Vrooom" (4:38)
2. "Coda: Marine 475" (2:41)
3. "Dinosaur" (6:37)
4. "Walking on Air" (4:38)
5. "B'boom" (4:11)
6. "Thrak" (3:59)
7. "Inner Garden, Pt. 1" (1:47)
8. "People" (5:53)
9. "Radio I" (0:44)
10. "One Time" (5:22)
11. "Radio II" (1:02)
12. "Inner Garden, Pt. 2" (1:16)
13. "Sex Sleep Eat Drink Dream" (4:50)
14. "Vrooom Vrooom" (5:50)
15. "Vrooom Vrooom: Coda" (3:01)

## Personal
- Robert Fripp - guitarra
- Adrian Belew - guitarra y voz
- Tony Levin - bajo, Chapman stick y voz
- Bill Bruford - batería y percusión
- Pat Mastelotto - batería y percusión
- Trey Gunn - Guitarra Warr (Touch Guitar)

- Datos: Q660337